# Fünf Wunden Christi

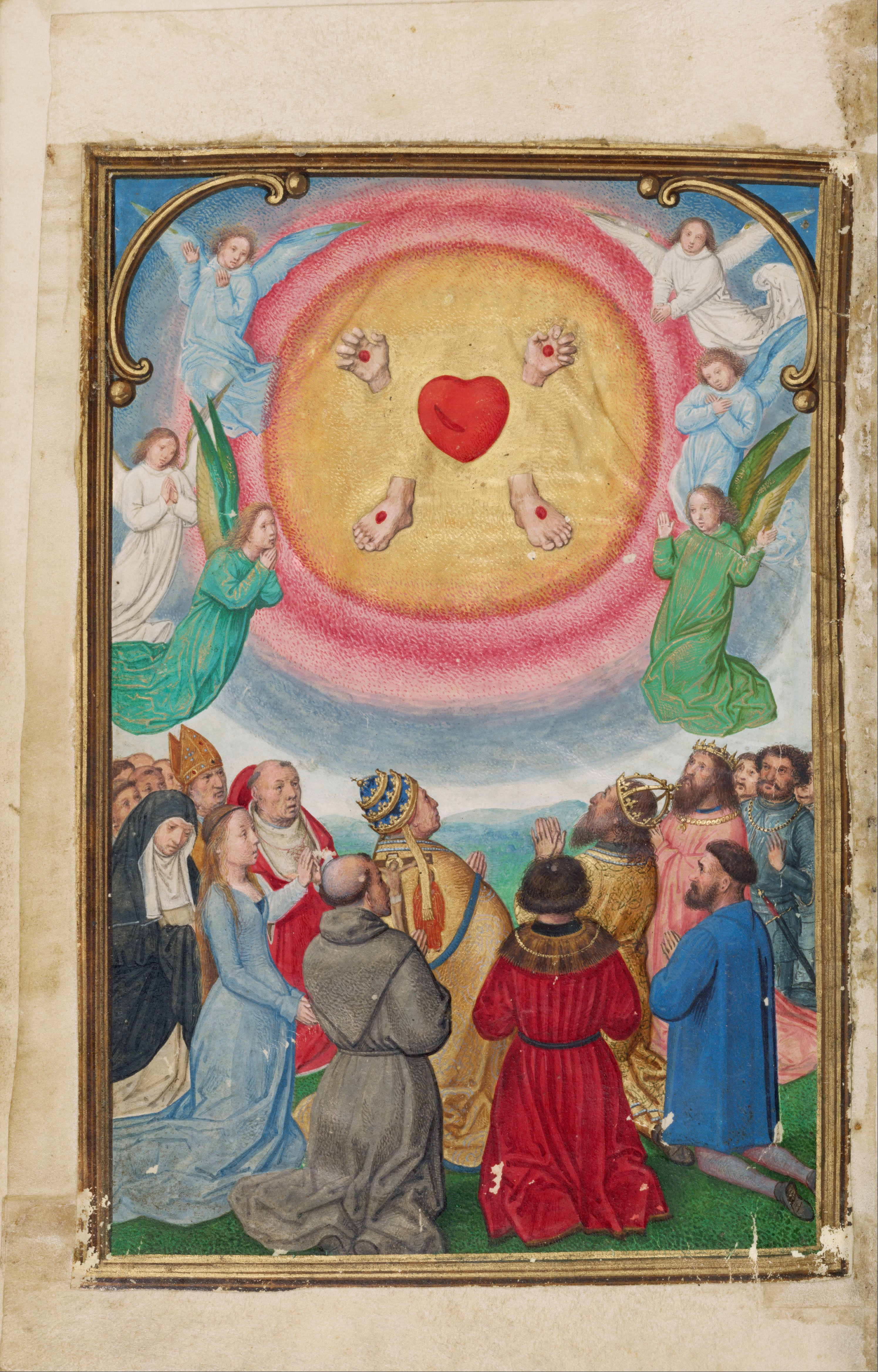
Die Verehrung der fünf Wunden, Simon Bening, um 1525–1530

Mit den fünf Wunden Christi, auch die heiligen Wunden genannt, werden in der Tradition der Kirche jene Wunden bezeichnet, die Jesus Christus bei der Kreuzigung erlitt. Neben der Seitenwunde, die in manchen ikonographischen Darstellungen auch durch das Heiligste Herz symbolisiert wird, aus dem mit Blut und Wasser die Sakramente der Eucharistie und der Taufe entspringen, zählen dazu die durch die Nägel verursachten an Händen und Füßen.

## Entwicklung der Verehrung

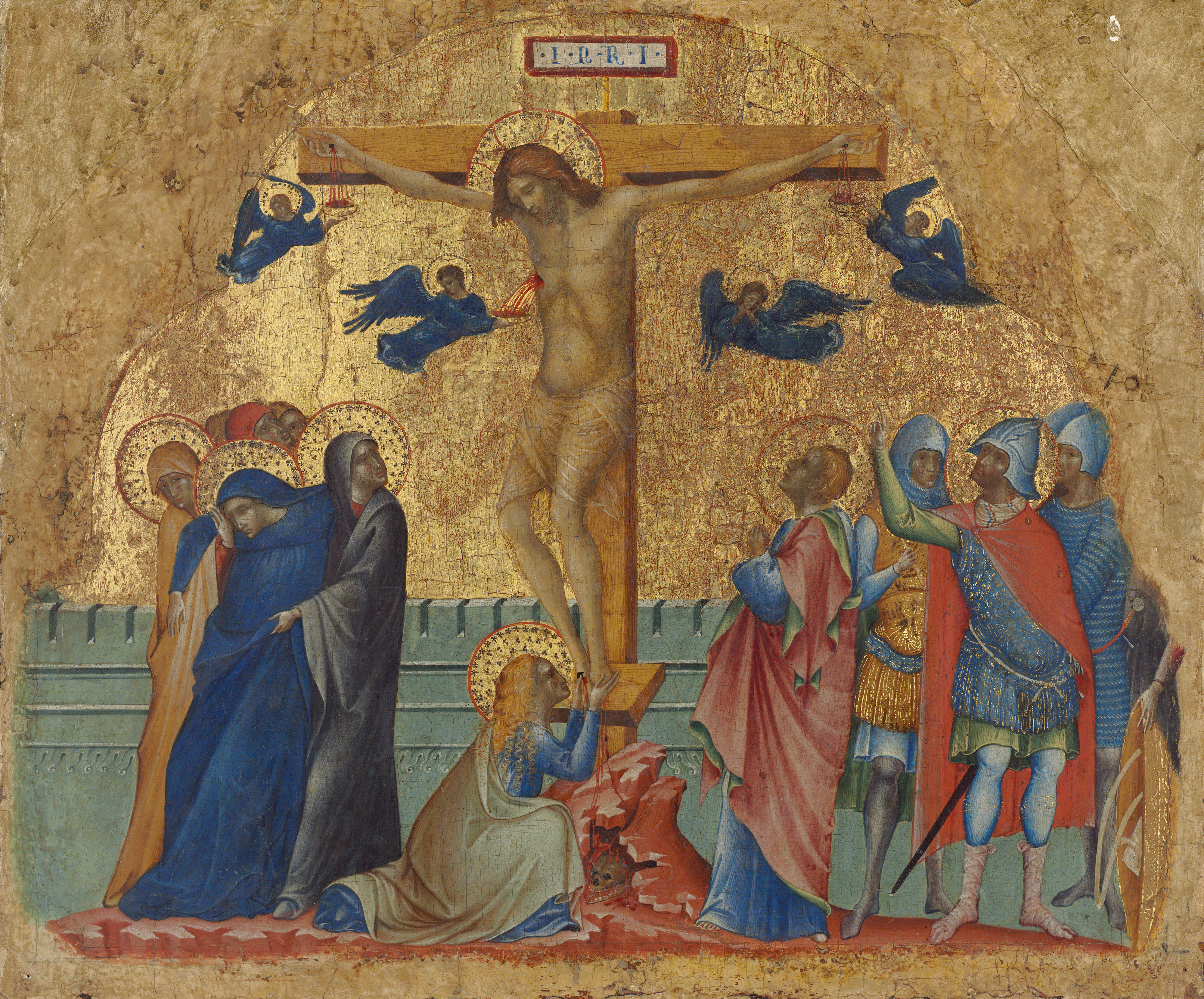
Altarbild Paolo Venezianos, um 1340. Engel bringen Gefäße herbei, um das Blut Christi aufzufangen, das den heiligen Wunden entströmt.

Die Patristik bezog die Gottesknechtslieder des Propheten Jesaja auf Jesus Christus.  

„Aber er hat unsere Krankheit getragen und unsere Schmerzen auf sich geladen. Wir meinten, er sei von Gott geschlagen, von ihm getroffen und gebeugt. Doch er wurde durchbohrt wegen unserer Verbrechen, wegen unserer Sünden zermalmt. Zu unserem Heil lag die Strafe auf ihm, durch seine Wunden sind wir geheilt. (Jes 53,5 )“

Die Verehrung der fünf Wunden ist verbunden mit der Mystik des Mittelalters und ihrer Betonung der Passionsfrömmigkeit vor allem bei den hll. Bernhard von Clairvaux und Franz von Assisi. Der hl. Franziskus ist der erste, von dem berichtet wird, er habe die Kreuzigungswunden Christi getragen. Von den hll. Klara von Assisi und Gertrud von Helfta sind mehrere Gebete zu den fünf Wunden Christi erhalten, von der hl. Klara außerdem ein kleines Offizium zu den fünf Wunden. Der Dominikanerorden hatte ab dem 13. Jahrhundert ein eigenes Fest der Seitenwunde Christi, das am Freitag nach der Fronleichnamsoktav begangen wurde und aus dem später das Hochfest des Heiligsten Herzens Jesu hervorging.

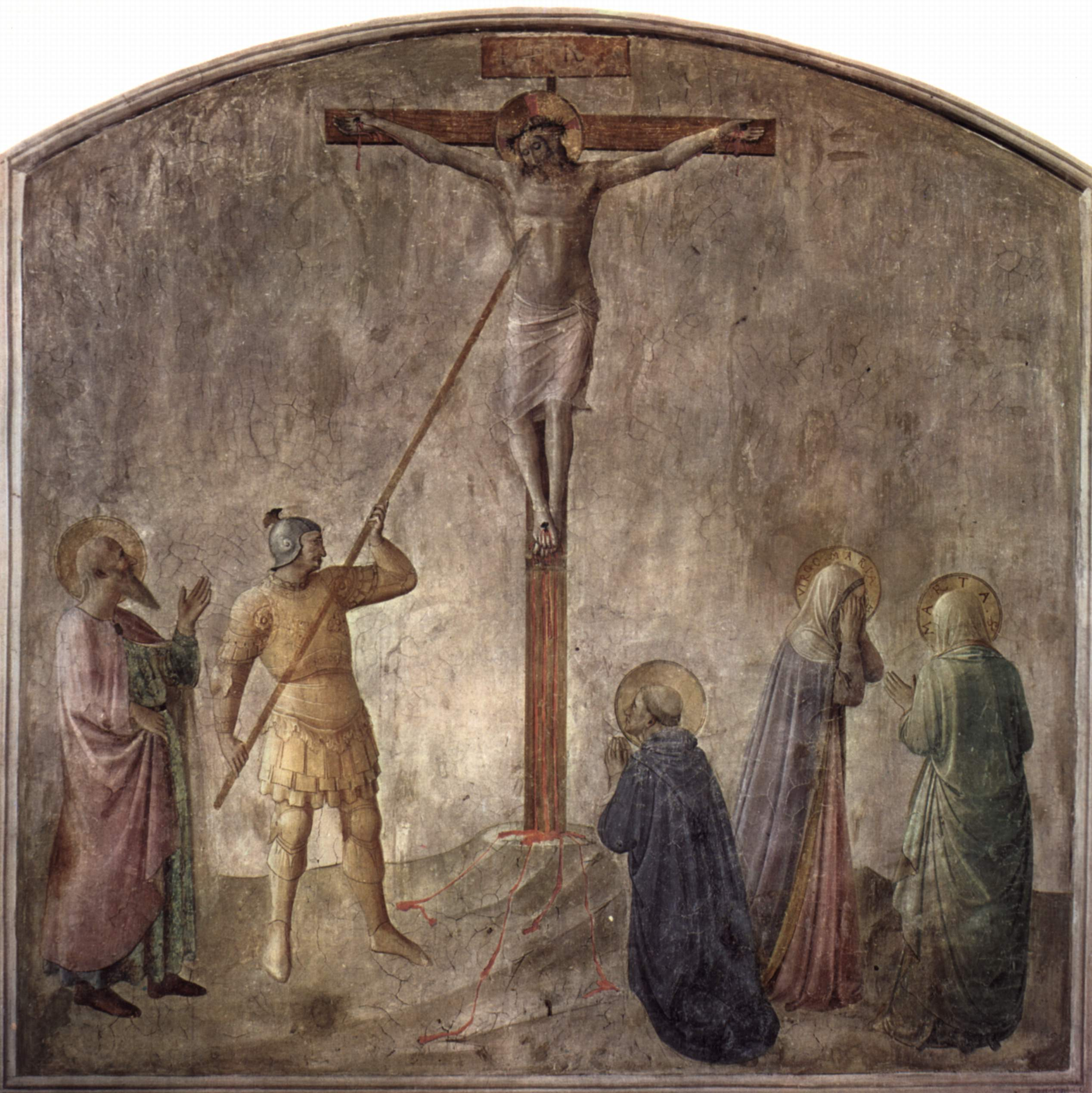
Kreuzigung mit Lanzenstich des Hauptmanns Longinus, Fresko im Dominikanerkonvent von San Marco in Florenz, um 1437–1446

Im 14. Jahrhundert war es im Süden Deutschlands gebräuchlich, im Laufe eines Kirchenjahres fünfzehn Pater noster zum Gedächtnis der Wunden Christi zu rezitieren.
Das Gebet des dominikanischen Rosenkranzes trug ebenfalls dazu bei, die Verehrung der heiligen Wunden zu verbreiten, wie auch in einigen Regionen der Brauch, an den Freitagen beim Läuten der Glocke zum Gedächtnis des Leidens und Sterbens Jesu Christi fünf Vater unser und fünf Ave Maria zu den heiligen Wunden zu verrichten.
Neben einer Votivmesse  der fünf Wunden, die Papst Bonifatius II. († 532) zugeschrieben wird, und einem eigenen Offizium im Stundengebet kennt die Kirche auch die Litanei  zu den heiligen fünf Wunden Jesu Christi. Ältere liturgische Kalender des römischen Ritus enthielten das Fest der fünf Wunden Jesu Christi und das Fest der Dornenkrone Jesu Christi, die am ersten und zweiten Freitag im März begangen wurden. 
In einem Schreiben der polnischen Bischöfe an Papst Clemens XIII. († 1769) heißt es:

„Darüber hinaus ehren wir die fünf Wunden Christi bei der Heiligen Messe und durch ein eigenes Offizium, und um dieser Wunden willen verehren wir desgleichen die Füße, Hände und die Seite des Erlösers, dessen Liebe alles überstieg. Diesen Gliedern des allerheiligsten Leibes unseres Herrn gebührt unsere besondere Verehrung, gerade weil sie besondere Leiden zu unserer Erlösung erduldeten und mit diesen Wunden als erhabenem Zeichen der Liebe geschmückt sind.“

## Ikonographie

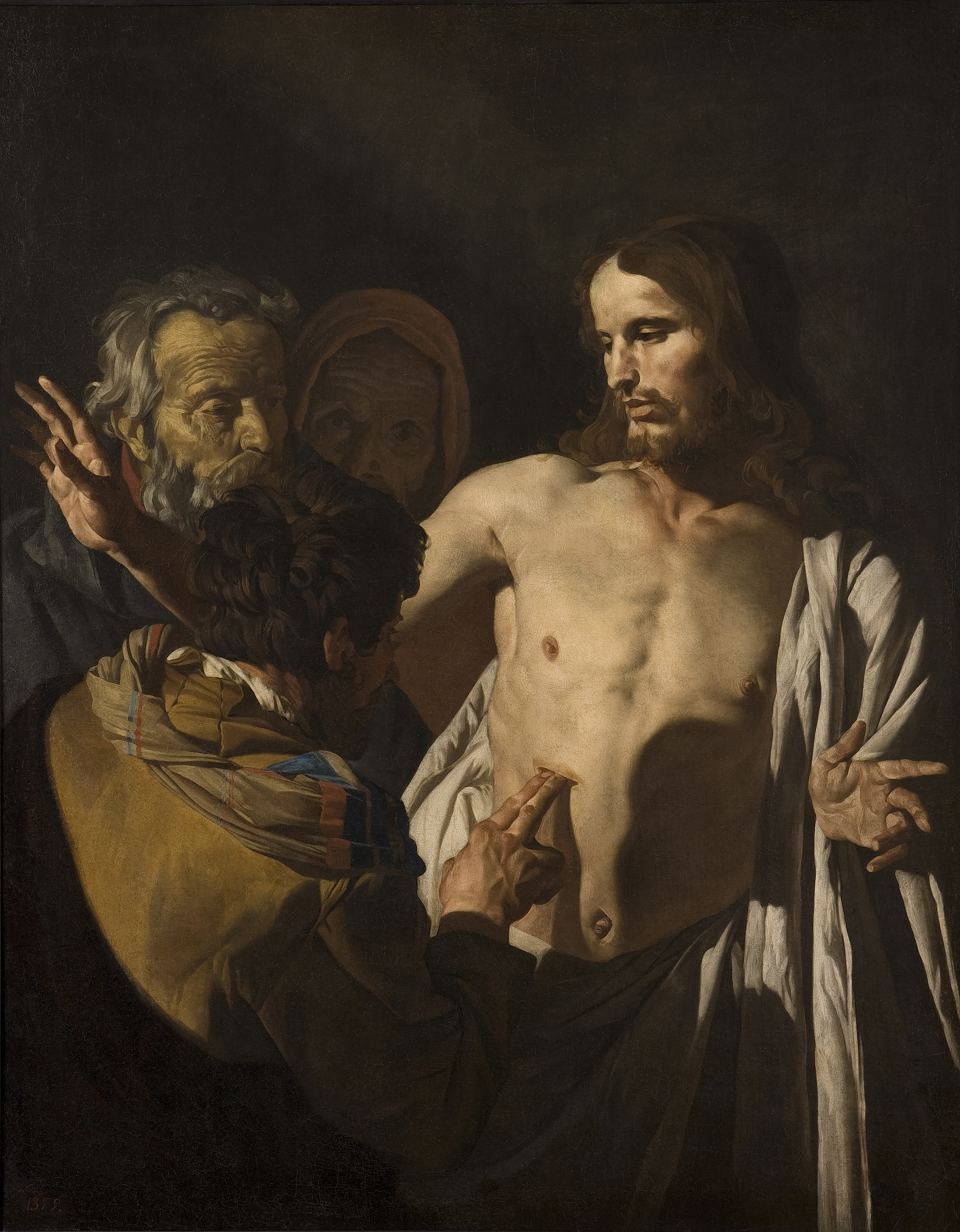
Der ungläubige Thomas, Gerrit van Honthorst, 1625–1650

Neben Darstellungen, auf denen der Gekreuzigte seine Wunden trägt, fand jene Perikope vielfachen Eingang in die Ikonographie, in der der zweifelnde hl. Thomas seine Hand in die Wunden des Auferstandenen legt (Joh 20,19–29 ). Diesem Topos verwandt ist der der Ostensio vulnerum, bei der der Auferstandene der ganzen Menschheit seine Wunden zeigt, zuweilen umgeben von den Leidenswerkzeugen, zuweilen beim jüngsten Gericht. Hier gelten die fünf Wunden den Bußfertigen als Unterpfand der Erlösung, den Unbußfertigen als Anklage.
Darüber hinaus finden sich in der Ikonographie und im Brauchtum auch eigenständige Formen, zu denen das Fünfwundenkreuz, das Jerusalemkreuz und im weiteren Sinne auch das Arma-Christi-Kreuz zu rechnen sind. 

Ostensio vulnerum beim jüngsten Gericht, Meister des Ingeborg-Psalters, um 1200

Die Osterkerze zieren fünf zum Kreuz gesetzte Wachsnägel, die für die fünf Wunden stehen. In älteren Liturgien wurden hier fünf Weihrauchkörner als Symbol der Wunden eingesenkt, die „im Grabe mit wohlriechenden Specereien einbalsamiert worden sind“. Bei der Weihe eines Altares wird dieser an fünf Stellen, die die Wunden versinnbildlichen, mit Chrisam gesalbt, und es werden Weihrauchkörner an diesen Stellen entzündet.
Abweichend von der Tradition, die den am Kreuz erlittenen Wunden allenfalls noch die Dornenkrone als Leidenswerkzeug beigibt, entwickelten sich in der Passionsfrömmigkeit auch andere Andachts- und Darstellungsformen. Die hl. Birgitta etwa kam aufgrund ihrer Visionen zu der Auffassung, Christus habe bei seinem Leiden und Sterben nicht weniger als 5480 Wunden erlitten, die sie in den acht Bänden ihrer Revelationes ausführlich beschrieb. Entsprechende Darstellungen zeigen den Schmerzensmann daher über und über mit Wundmalen bedeckt.
Die Flaggen Georgiens und Portugals beziehen sich in ihrer Symbolik auf die fünf Wunden Christi. Das Banner des hl. Cuthbert von Lindisfarne, das die aufständischen Katholiken der Pilgrimage of Grace unter Robert Aske 1536 vor sich hertrugen, zierten die Wunden Christi, umgeben von Dornenkrone, Kelch und dem Christusmonogramm als weiteren Attributen.

## Andachtsformen
In seinem Andachtsbuch Das bittere Leiden und Sterben unseres Herrn Jesu Christi von 1761 führt der hl. Alphons Maria Liguori neben anderen frommen Übungen den kleinen Rosenkranz von den fünf Wunden des Gekreuzigten Jesus Christus an. Das Rosenkranzgebet der Passionisten zu den fünf Wunden entstand um 1821 in Rom.
In Hildesheim entstand das Hospital zu den Fünf Wunden.
Eine fromme Praxis, die traditionell mit Werken der Barmherzigkeit und sozialen Gerechtigkeit verbunden war, war im reformatorischen England die mit den Fünf Wunden verbundene katholische Gnadenwallfahrt, die gegen den Verlust ihrer karitativen Einrichtungen und religiösen Freiheiten protestierten.
Die stigmatisierte italienische Anna Maria Gallo (1715–1791) legte sich aufgrund ihrer Erfahrungen den Ordensnamen Maria Franziska von den fünf Wunden Christi zu.
In Franken besteht der Fünf-Wunden-Weg (Zahlbach).